# A10 (autoestrada)
A A10 ou Autoestrada do Ribatejo é uma autoestrada portuguesa, que liga Alverca com Samora Correira, ligando a região da Área Metropolitana de Lisboa com a sub-região Lezíria do Tejo, pertencendo à região do Oeste e Vale do Tejo, tendo uma extensão total de 39,8 km.
A A10 efectua a ligação entre a A9 (CREL) em Bucelas, a A1 no Carregado e a A13/IC3 em Benavente.
O último troço desta autoestrada (a Ponte da Lezíria) foi inaugurado a 8 de julho de 2007. Esta ponte estende-se por cerca de 12 quilómetros de pontes e viadutos, atravessando as luxuriantes paisagens das lezírias ribatejanas.
A sua conclusão, veio permitir a que quem circule de transporte rodoviário entre o Norte e o Sul de Portugal e, vice-versa, não tenha de atravessar obrigatoriamente a zona de Lisboa, encurtando assim as distâncias.

## Cronologia de troços
| Troço                               | Situação             | km   |
| ----------------------------------- | -------------------- | ---- |
| Bucelas ( A 9 ) – Arruda dos Vinhos | Em serviço (09/2003) | 6,9  |
| Arruda dos Vinhos – Carregado       | Em serviço (12/2006) | 10,6 |
| Carregado – Benavente               | Em serviço (07/2007) | 14,9 |
| Benavente – A 13                    | Em serviço (04/2005) | 7,4  |

## Tráfego[5]
| Troço                              | Tráfego médio mensal, setembro de 2016 |
| ---------------------------------- | -------------------------------------- |
| A9 CREL – Arruda dos Vinhos        | 10.727                                 |
| Arruda dos Vinhos – Carregado (A1) | 7.394                                  |
| Ponte das Lezírias                 | 5.919                                  |
| Benavente – A13                    | 2.619                                  |

## Saídas

### Bucelas – Benavente
| Número da saída | Nome da saída                                                                                    | Estrada que liga |
| --------------- | ------------------------------------------------------------------------------------------------ | ---------------- |
| 1               | Loures / Oeiras Alverca / (A1) Lisboa / (A12) SUL                                                | A 9 (CREL)       |
| 1               | Arruda dos Vinhos / Sobral de Monte Agraço                                                       | N 248-3          |
| 2               | Lisboa / Vila Franca / Plataforma Logística Porto / Aveiras de Cima / N3 Carregado / N1 Alenquer | A 1              |
| 3               | Benavente / Samora Correia / Porto Alto                                                          | N 118            |
| 4               | Santarém / Salvaterra / A1 / A15 ALGARVE / A2 / A6 / A12                                         | A 13             |

## Tráfego
A autoestrada A10 apresenta valores de tráfego médio diário (TMD) na ordem dos seis mil veículos. Esta autoestrada tem três faixas de rodagem em cada sentido, o que apenas deveria suceder se o TMD excedesse os 35 mil veículos. O troço entre Benavente e a A13 apresenta, por regra, valores que raramente chegam aos 2 000 veículos diários, 5% do valor mínimo para uma autoestrada com três faixas de rodagem.